# Next Generation Network
Next-generation network (NGN) je souhrn architektonických změn jak v jádře telekomunikačních sítí tak v přístupových sítích, jejichž hlavní myšlenkou je, že veškeré služby (telefonní hovory, data a všechny druhy médií, jako například video) jsou sítí přenášeny pomocí protokolu IP, proto se také mluví o all IP síti.

## Popis
Podle Mezinárodní telekomunikační unie je NGN paketová síť, která může poskytovat služby včetně telekomunikačních služeb a je schopna využívat širokopásmové transportní technologie s Quality of Service, v níž funkce týkající se poskytovaných služeb nejsou závislé na technologiích použitých pro přenos dat. NGN má umožňovat neomezený přístup k různým poskytovatelům služeb a podporovat neomezenou mobilitu, která bude umožňovat konzistentní a všudypřítomné poskytování uživatelských služeb.
Z praktického pohledu NGN zahrnuje tři hlavní architektonické změny:
- V jádře sítě bude NGN znamenat kosolidaci několika (vyhrazených nebo překryvných) transportních sítí, které vznikly historicky pro různé služby do jedné transportní sítě (často založené na IP a Ethernetu). To zahrnuje mimo jiné přechod od veřejné telefonní sítě s přepojováním okruhů na VoIP a migraci původních služeb jako X.25 a Frame Relay – buď komerční migraci zákazníka na nové služby jako IP VPN, nebo emulaci původní služby v NGN.
- V klasických telefonních sítích přechod od duálního systému hlas-xDSL v místních ústřednách na konvergované linky, v nichž budou DSLAMy zahrnovat hlasové porty VoIP, což umožní odstranění infrastruktury pro komutované hovory z ústředen.
- V kabelových přístupových sítích znamená NGN konvergence migraci hlasu s konstantní bitovou rychlostí na technologii PacketCable, která poskytuje služby VoIP a SIP. Obě služby budou využívat DOCSIS jako standard kabelové vrstvy.